# Kazinczy Ferenc Általános Iskola (Békéscsaba)
A Kazinczy Ferenc Általános Iskola (régebbi nevén: 2. Számú Általános Iskola) egy nagy hagyománnyal rendelkező, igen jó hírű békéscsabai alapfokú oktatási intézmény, nyolcosztályos általános iskola a megyeszékhely belvárosában, amelyet 1902-ben alapítottak. Az iskola sokáig Békéscsaba város egyetlen olyan intézménye volt, ahol a tanulók igazán nagy tornatermet használhattak, lévén a „2-es” testnevelés-tagozatos iskola, 2006-ban az ország legsportosabb iskolája címet nyerte. Tanulmányi versenyek terén is igen előkelő helyen áll az intézmény, ahol igen jól felszerelt, modern körülmények között tanulhatnak a diákok.

## Története
Az intézmény az 1902/1903-as tanévben kezdete meg működését Állami Elemi Fiú- és Leányiskola néven az Irányi utcában, ahol ma is található. A '70-es évek végén összevonták a ma már nem létező 7. Számú Általános Iskolával, az új intézmény neve azonban csak a 2-est tartotta meg.
Az integrálás miatt szükségessé vált a bővítés, így az 1981/1982-es tanévet már az Irányi és Luther utca sarkán felépült új, 12 tantermes háromemeletes iskolaépület felavatásával nyitották meg, melyet akkoriban példaértékű építészeti megoldással kapcsoltak egybe az anyaépülethez. Ebben az időben igen sok pénzt áldoztak a szemléltetőeszközökre, így Magyarország legjobban felszerelt technikatermével büszkélkedhetett ebben az időben az iskola. Még ebben az évben történt Békéscsaba első normál, kézilabdaméretű sportcsarnokának felavatása is, ami a Békés megyei cégek társadalmi munkában végeztek el. Indokolta ezt az a körülmény is, hogy női kézilabdacsapat terem híján Mezőberényben játszotta a meccseit. Így az NB I-es mérkőzéseket egészen 1988-ig itt játszották, amíg fel nem épült a Városi Sportcsarnok.
A rendszerváltás után bevezették az angol és németnyelv-oktatást, emelt óraszámban. A néptáncoktatás megszervezése az 1989-es évhez köthető. A 90-es évek közepétől immáron számítástechnikai szaktanterem kialakítására is sor került, az informatikai ismeretek tanítására is nagy súlyt helyeznek. A 2004/2005. tanévtől módot biztosít iskola a tanulóinak az ECDL START megszerzéséhez szükséges modulvizsgákig. Eredményekben igen jól szerepel az iskola, a tanulmányi versenyeken diákjai rendszeresen jó eredményeket érnek el, ahogy a továbbtanulók közt is sokan jutnak be neves intézményekbe.

## Felszereltség
Az iskola 20 osztályteremmel és osztállyal, 3 napközis csoport és 1 tanulószoba működik. A tantestület létszáma 43 fő volt 2007-ben. A diákoknak a mintegy 30 000 darab könyvvel rendelkező könyvtár, nagy iskolaudvar és tornaterem teszi kellemesebbé a tanulást.

## Túrák
Sportiskolához mérten az intézmény tanári kara igen sok túrát, táborozást szervez a diákoknak. Sítúrák indulnak minden évben, régebben Szlovákiába, manapság már inkább Olaszországba és Ausztriába. Barlangtúrák, kajaktúrák, kerékpártúrák, ásványgyűjtő túrák és a Retyezátba tett túrák teszik változatosabbá az itt töltött éveket.

## Külső hivatkozások
- Az iskola hivatalos honlapja